# Alleghe
Alleghe es una localidad italiana de la provincia de Belluno, región de Véneto , con 1.362 habitantes. La lengua tradicional de este municipio es el ladin, una variedad lingüística retorrománica.

## Evolución demográfica
| Gráfica de evolución demográfica de Alleghe entre 1861 y 2001 |
|                                                               |
| Fuente ISTAT - elaboración gráfica de Wikipedia               |